# 상자 카메라

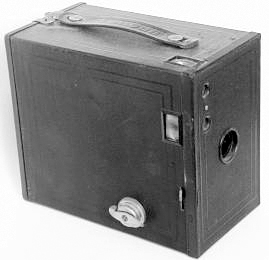
고전적인 상자 카메라

상자 카메라는 바늘 구멍 사진기를 제외하면 가장 단순한 형태의 카메라다. 고전적인 상자 카메라는 이름에서 알 수 있듯이 대략 상자와 비슷한 모양을 갖고 있다. 박스 카메라는 종종 단순한 요철 렌즈로만 구성되기도 하는 간단한 광학 시스템을 갖고 있다. 보통 박스 카메라는 초점을 맞추는 시스템이 빠져 있는 고정 초점 시스템으로 초점을 넓은 영역에서 잡기 위해 심도가 깊은 렌즈를 사용한다. 또한 조리개와 셔터속도도 조절할 수 없는 경우가 많다. 상자 카메라는 일광사진을 찍는데만 적합히다. 1950년대에 플래시가 달린 박스 카메라가 도입되어 실내사진을 가능하게 했다.
다음은 전형적인 박스 카메라들이다.
- 1888년에 소개된 코닥은 롤 필름을 위해서 만든 박스 카메라 중에서 최초로 상업적으로 성공했다. --당신은 찍기만, 나머지는 우리가라는 광고 슬로건으로 널리 알려졌다.
- 코닥의 브라우니 카메라는 오랫동안 지속적으로 팔린 롤 필름을 사용하는 고전적 박스 카메라 시리즈였다.
- 안스코 판다는 브라우니와 직접적으로 경쟁하기 위해 설계된 상자 카메라로, 620 필름을 사용했다.
- 코닥의 인스타마틱은 초기에는 126 필름을 쓰다가 나중에 110 필름으로 바꿨다.
- 근대적인 일회용 카메라는 135 필름을 쓴다.
- 영국에서는 호프톤 버처가 만든 인사인 카메라가 있다. (예)

## 같이 보기
- 토이 카메라